# 失蹤行李
《失蹤行李》是一款於1982年發行的动作游戏，由總部位於美國的阿波羅遊戲開發，遊戲平台為家用遊戲機雅達利2600。在遊戲中，玩家操控著在機場工作的行李搬運工，去接從行李輸送帶瘋狂送下來的行李。遊戲也包含雙人模式，當中第二個玩家負責控制行李落下的方向。
程式設計師艾德·薩佛（Ed Salvo）在美國达拉斯/沃思堡国际机场等待行李送達時，獲得了《失蹤行李》的靈感。該作花費約4個星期的時間開發。遊戲推出後，評論家們的評價好壞參雜，對玩法、圖像呈現的看法不一，但整體而言以負評為主。有評論家認為該作和动视出品的遊戲《Kaboom!》很像，批評《失蹤行李》是款粗劣的仿製品。

## 遊戲玩法

《失蹤行李》的截圖。圖中兩位搬運工試圖接住從上方落下的行李。

《失蹤行李》是一款动作游戏，當中玩家操控著機場搬運工，試圖接住從捉摸不定的行李輸送帶上瘋狂送下來的行李。遊戲的目標是在每個行李落地前全部接起來。玩家開始遊戲時，左下角會有三個行李，代表玩家的生命值。每當玩家沒接到任何一個落下的行李，左下角的行李就會扣一個，如果三個行李都扣完了，遊戲就會結束。另外，如果玩家漏接，畫面上所有正在落下的行李都會散開，掉出裡面的東西，包含普通衣物和內衣褲等。
該作分有兩種不同難度，根據玩家選擇的難度，玩家可以操控一個或兩個搬運工。除了單人模式外，《失蹤行李》也包含雙人模式，當中第二個玩家負責控制行李落下的方向。在「恐怖份子行李」模式中，會有黑色行李和一般行李一起從輸送帶上落下。一旦黑色行李落地，遊戲會直接結束。

## 開發
《失蹤行李》由總部位在美國德州理察森市的電子遊戲工作室阿波羅遊戲開發:55，遊戲平台為雅達利2600。該工作室以經常旅行的人們為該作的目標族群，相信他們會喜歡其內容:78。在《失蹤行李》的開發期間，阿波羅遊戲聘用了五名人員。該作由程式設計師艾德·薩佛（Ed Salvo）構思。一次，薩佛在與阿波羅遊戲的創辦人帕特·羅珀（Pat Roper）會面後，待在美國达拉斯/沃思堡国际机场的行李輸送帶處等待行李送達，這時薩佛有了《失蹤行李》的靈感。後來，薩佛與羅珀討論了這款遊戲的概念，兩人還想出了讓輸送帶「噴出內衣褲」的點子。
之後，薩佛將他對遊戲的粗略概念告訴藝術家厄尼·朗年（Ernie Runyon）。阿波羅遊戲的成員花了半個小時腦力激盪，決定該作的標題。朗年回憶道，在定案為《失蹤行李》前，曾有一個提議是「機場大亂」（Airport Mayhem）。朗年在薩佛的幫助下完成了遊戲的編程。朗年表示，他原本打算加入行李列車，但僅4KB的卡帶空間容納不下。薩佛在碰撞偵測和讓角色動作與搖桿同步方面上面臨難題，其中搖桿問題花了整整一個星期修復。由於硬體問題，玩家每次接到行李都會出現顯示圖像的Bug。這個問題可以透過用另一台電腦對遊戲進行編譯來解決。
該作的音效和配樂由賴瑞·麥訥（Larry Minor）負責。根據朗年的說法，《失蹤行李》是第一款不只是有音效，而是將配樂結合遊戲機的雅達利2600遊戲。薩佛表示，《失蹤行李》估計共花了四個星期的時間完成開發。拜倫·帕克斯（Byron Parks）為該作設計了長4分鐘的廣告順口溜。當時羅珀正在「找尋廣告題材」，而帕克斯正好是羅珀擁有的一間錄音室的成員。這段廣告後來完全沒有派上用場，多年後，朗年在2013年的採訪中表示，他「根本不知道或不記得這段廣告本來要作何用途」。
《失蹤行李》推出後，朗尼退出了阿波羅遊戲，該作是他在該工作室的唯一作品。薩佛最終也選擇出走。由於廣告公司班頓與鮑爾斯的壓力，阿波羅遊戲於1982年11月12日申請破產。阿波羅遊戲欠班頓與鮑爾斯250萬美元，而總債務則達500萬美元。雖然羅珀希望阿波羅遊戲能以較小規模重生，但最後以失敗告終，阿波羅遊戲於1983年正式關閉，走入歷史。

## 發布與反響
《失蹤行李》於1982年9月由阿波羅遊戲發布，分為兩種版本，分別在卡帶上標有藍色標籤和綠色標籤。藍色標籤版本包含開場動畫：玩家角色拿出三個代表生命值的行李。如果玩家玩的是綠色標籤版本，便可以在遊戲時透過按下操控器上的「開火」按鈕來重新開始遊戲，藍色標籤版本的「開火」按鈕則無毫無功能。薩佛和朗年都不知道綠色標籤版本的存在。朗年推測薩佛可能是在調整遊戲後發現卡帶還有空間，便加入了重新開始功能；而薩佛則表示不記得自己「有弄過什麼東西」，並表示「我無法想像阿波羅遊戲的任何人會在遊戲（卡帶）開始生產後，還對它胡搞瞎搞」。
發布初期，評論家給予該作評價整體而言褒貶不一。1982年，比爾·康柯與艾尼·凱茲（Arnie Katz）在雜誌《電子遊戲》上批評《失蹤行李》「毫無偉大的火花」。雖然兩人稱讚該作跳脫「老套的科幻射擊遊戲」，「紮實」又具「高可玩性」，但對於該作簡陋的外觀動畫則予以批評，表示「就算遊戲概念真的無與倫比，如果不結合出色的視覺呈現，仍然無法成就一款佳作」。。康柯和凱茲也為《視頻》雜誌寫了一篇《失蹤行李》的評論，當中兩人稱讚該作「相當可愛」，但認為阿波羅最好「多花點心思在遊戲外觀上」，不要一心只想著增加遊戲的挑戰性。《創意電腦》雜誌的丹尼·古德曼稱讚《失蹤行李》的圖像呈現「很有趣」，但表示，「該作的玩法對於有經驗的玩家而言很快就膩了」。為雜誌《電視玩家》（TV Gamer）寫文章的一位評論家將《失蹤行李》推薦給兒童們，但覺得比起該作，資深遊戲玩家會更喜歡《Kaboom!》。雜誌《Videogaming Illustrated》和《德州月刊》給出了較為正面的評價，前者稱讚該作為阿波羅遊戲出品過最迷人的作品，而後者則形容該作是「巧妙又高難度的小消遣」。
2000年代後，許多評論家們給予《失蹤行李》較糟糕的評價。為AllGame寫文章的評論家布雷特·艾倫·懷斯（Brett Alan Weiss）認為該作像是《Kaboom!》，只是「更遲緩、更沒刺激感又更無趣」。他也對該作不支援旋式控制器這點給予批評，並表示，就算有雙人模式或恐怖攻擊模式也不會讓遊戲變有趣。懷斯在他的著作《經典家庭電子遊戲》（Classic Home Video Games）中評論道，玩《失蹤行李》帶來的娛樂只有一下子，「雖然畫面上方的飛機看起來不錯，但其他部分的圖像呈現實在是平庸至極」。他也批評該作的難度曲線和角色移動十分糟糕。Atari HQ的編者凱特·伊達（Keita Iida）表示，「這世上有一款優質的《Kaboom!》仿製遊戲——《Eggomania》，也有一款差勁的——就是這一款」。伊達認為，如果《失蹤行李》不那麼像《Kaboom!》的話，就會「有趣一點」。

## 備註
1. ↑  非官方翻譯。

## 外部連結
- 網際網路檔案館收藏的《失蹤行李》，可免費遊玩，按下「@ 2」鍵即可開始